# Javier Díaz-Nido
Javier Díaz Nido (Madrid, 2 de diciembre de 1962) es un biólogo español, catedrático de Bioquímica y Biología Molecular de la Universidad Autónoma de Madrid e investigador en el Centro de Biología Molecular Severo Ochoa. Es experto en la enfermedad Ataxia de Friedreich.

## Trayectoria
Díaz se licenció en Ciencias Biológicas por la Universidad Autónoma de Madrid (UAM). Siguió su carrera investigando la caracterización de la proteína MAP-1B en tejido nervioso y su relación con proteínas en otros tejidos, lo que, en 1988, le confirió el Doctorado en Ciencias Biológicas por la UAM. Después de una breve estancia en el Laboratorio Cold Spring Harbor, en 1995 fue invitado a regresar a España como Profesor Titular de Biología Molecular en la UAM. A partir del 2013, asumió más responsabilidades académicas, primer como Delegado del Rector en temas de Doctorado y, dos años más tarde, como Director de la escuela de Doctorado. En el 2019, consiguió la plaza de Catedrático en la misma universidad.
Las principales líneas de investigación de su grupo en el Centro de Biología Molecular Severo Ochoa están relacionadas con el estudio de la fisiopatología y la terapia en la enfermedad Ataxia de Friedreich. Ha recibido diferentes proyectos de investigación para estudiar enfermedades neurodegenerativas, de los cuales se generaron cuatro patentes entre 2004 y 2010.

### Activismo
Comprometido con la mejora de la enseñanza y el aprendizaje en Biomedicina, es actualmente, director en funciones de la Escuela de Doctorado de la Universidad Autónoma de Madrid. Su interés por la bioética y la política científica le hace promover la salud y el bienestar de las personas en el mundo de la Academia como atestigua la elaboración del dossier científico Perspectivas profesionales de los futuros graduados en bioquímica y en biotecnología.
Como activista, es miembro del Instituto Universitario de Derechos Humanos, Democracia, Cultura de Paz y no Violencia (DEMOSPAZ) adscrito a la Universidad Autónoma de Madrid. Como parte de esta institución, Díaz participó en 2017 en la organización del World Pride summit que se organizó en Madrid.
En septiembre de 2019, participó en el congreso "Volver: Gender equity, Diversity and Mobility in Spanish research”, organizado por la Asociación de Alumnos Marie Curie (Marie Curie Alumni Association MCAA) en colaboración con la Escuela Doctoral de la UAM y el CERFA, para fomentar el debate sobre la equidad de género, la diversidad y la movilidad en la investigación española.
En 2020, en el contexto de emergencia social agravada por la crisis del COVID-19, Díaz firmó el Manifiesto LGBTI por una Renta básica universal.
Como una curiosidad y anotación, es un gran profesor de Bases Moleculares de la Patología II (Bioquímica), sus explicaciones son claras, sencillas y penetrantes. Hace falta más gente así en el mundo. 
Atentamente: sus alumnos abandonados.

## Reconocimientos
En 1995, Díaz fue galardonado con el Premio Joven Investigador que otorga la Sociedad Española de Bioquímica y Biología Molecular (antes, "Izasa Werfen y Beckman Coulter"), en reconocimiento a la labor de un bioquímico joven menor de 40 años por el trabajo "Fosforilación de proteínas asociadas al microtúbulo en el desarrollo neuronal".